# Martina Marková
Martina Marková (* 24. ledna 1992 Praha) je profesionální tanečnice se specializací na latinskoamerické tance a trenérka fitness.

## Profesionální příprava
V roce 2006 absolvovala přípravu na baletní konzervatoř v Praze. Tři roky trénovala v Rusku, kde úzce spolupracovala s trenéry jazzu, hip hopu a profesionálního pilates.

## Taneční kariéra
Martina je pětinásobná mistryně České republiky ve všech věkových kategoriích. Také se umístila na druhém místě v profesionální kategorii na mistrovství Polska. Jejími tanečními partnery byli její starší bratr Tomáš Marek a polský několikanásobný mistr Przemek Łowicki. Účastnila se tanečních show a soutěží po celém světě v zemích, jako je Hongkong, Indonésie, Malajsie, USA, Rusko, Anglie, Itálie, Španělsko atd., kde také školila taneční adepty a působila jako rozhodčí v soutěžích.
V roce 2009 reprezentovala Českou republiku na slavnostním zahájení předsednictví v Radě EU v Bruselu.
V roce 2015 se Martina objevila v pořadu StarDance ...když hvězdy tančí po boku herce Marka Taclíka. Ve stejném roce pak účinkovala ve filmu s písničkami Michala Davida, Decibely lásky.

### Taneční úspěchy
- 2003 – kategorie Junior I – Mistryně České republiky v latinskoamerických tancích
- 2005 – kategorie Junior II – Mistryně České republiky v latinskoamerických tancích
- 4. místo na „Blackpool Dance Festival“ v kategorii Junior II v latinskoamerických tancích
- 2006/07 – kategorie Mládež – Mistryně České republiky v latinskoamerických tancích
- 2009 – semifinále na „Blackpool Dance Festival“ v kategorii do 21 let v latinskoamerických tancích
- 2011 – kategorie Dospělí – Mistryně České republiky v latinskoamerických tancích
- 2012 – Vicemistryně Polska v kategorii Profi v latinskoamerických tancích
- 2012 – Finále na světovém poháru „Disney Paris“ v kategorii Profi v latinskoamerických tancích
- 2013 – top 25 kategorie Profi United Kingdom Championship v latinskoamerických tancích

## Trenérská kariéra
Po svém návratu do ČR působila do roku 2019 jako interní trenérka tance v jedné z největších tanečních škol v Praze. Tréninku profesionálních tanečních párů se věnuje i nadále.
Je také zakladatelkou online tréninkového programu BodyHunters, kde působí jako trenérka fitness.